# Хориняк, Виктор Викторович
Ви́ктор Ви́кторович Хориня́к (род. 22 марта 1990, Минусинск, Красноярский край, РСФСР, СССР) — российский актёр театра, кино и дубляжа. Известность ему принесли роли бармена Константина в телесериалах «Кухня», «Отель Элеон» и «Гранд», а также роль Ивана Найдёнова в трилогии «Последний богатырь». Артист Московского Художественного театра имени А. П. Чехова.

## Биография

### Ранние годы
Виктор Хориняк родился 22 марта 1990 года в Минусинске Красноярского края. У него есть старший брат и сестра.
В детстве Виктор принимал активное участие в самодеятельных постановках, участвовал в конкурсах чтецов, занимался боксом, дзюдо. Учился в Норильском кадетском корпусе (Железногорск). Окончил кадетский корпус отличником, экзамены сдал на высший балл.
Рассматривал возможность поступления в медицинский институт, поскольку результаты ЕГЭ позволяли поступить туда без вступительных экзаменов, однако затем выбрал актёрскую карьеру.
Окончил Школу-студию МХАТ (курс Р. Козака и Д. Брусникина). За четыре года обучения, по его собственным словам, проводил на занятиях весь день с 7 утра до 11 вечера, после чего до 6 утра работал охранником в ресторане.

### Карьера
Со второго курса обучения приглашался на роли в МХТ им. А. П. Чехова. В 2011 году был принят в труппу театра. Также занят в спектаклях Московского театра Олега Табакова.
С 2007 года Виктор Хориняк снимается в кино, с 2010 года начал активно сниматься в телевизионных сериалах. Приобрёл популярность, снявшись в роли бармена Кости в телесериале «Кухня».
Лауреат премии Олега Табакова (2012) и многочисленных российских фестивалей, включая «Поют актёры драматических театров».

### Личная жизнь
Активно занимается спортом, предпочитает баскетбол и бокс.
От брака с первой женой Ольгой есть сын Иван.
Дядя Виктора — Алексей Хориняк, заслуженный артист России (2005), служит в Нижегородском государственном академическом театре драмы им. М. Горького, лауреат премии Нижегородской области им. А. М. Горького в номинации «Искусство» и Международного фестиваля театральных капустников «Весёлая коза».

## Творчество

### Театральные работы
МХТ имени А. П. Чехова
- «Белоснежка и семь гномов» Л. Устинова и О. Табакова (реж. М. Миронов) — Воскресенье
- «Господа Головлёвы» М. Салтыкова-Щедрина (реж К. Серебренников) — Петенька
- «Конёк-Горбунок» братьев Пресняковых по сказке П. Ершова (реж. Е. Писарев) — Гаврила, Мужики на Рыбе
- «Круги. Сочинения» Ж. Помра (реж. Б. Жак-Важман) — Первый слуга (Филипп), Рыцарь, Его коллега, Безработные, Гуляющие, Бомжи
- «Мастер и Маргарита» М. Булгакова (реж. Я. Сас) — Иван Бездомный
- «Пиквикский клуб» Ч. Диккенса (реж. Е. Писарев) — Полицейский, Сэм Уэллер
- «Преступление и наказание» Ф. Достоевского (реж. Л. Эренбург) — Разумихин, Раскольников
- «Трёхгрошовая опера» Б. Брехта — Филч / Смит
- «Человек-подушка» М. Макдонаха (реж. К. Серебренников)— Ариэл
- «Прокляты и убиты» В. Астафьева (реж. В. Рыжаков)
- «Ундина» Ж. Жироду (реж. Н. Скорик) — Свинопас, Дрессировщик
- «Призраки» Э. Де Филиппо (реж. Е. Писарев) — Гастоне
- «Башня Дефанс» Копи реж. М. Ди Фонсо Бо) — Люк[11]
- «Луизиана» Н. Антоновой (реж. Г. Черепанов) — Андрей
- «Макбет» В. Шекспира (реж. Я. Клята) — Макдуф
- «Механика любви» М. Зелинской (реж. Ю. Кравец) — Артур
- «Телефон доверия» М. Чертанова (реж. Ю. Кравец) — Артём
- «19.14» (автор и режиссёр А. Молочников) — Жан

Московский театр Олега Табакова
- «Леди Макбет Мценского уезда» Н. Лескова — Сергей[12]

### Фильмография
| Год  |   | Название                           | Роль                                |  |
| ---- | - | ---------------------------------- | ----------------------------------- |  |
| 2010 | ф | Стройбатя                          | Виталий Архипов                     |  |
| 2011 | ф | Пилот международных авиалиний      | Андрей                              |  |
| 2011 | ф | Чужие крылья                       | эпизод                              |  |
| 2012 | с | В зоне риска (7-я серия)           | Костя Дергалин                      |  |
| 2012 | ф | Команда Че                         | Алексей                             |  |
| 2012 | с | Кухня                              | Константин Анисимов, бармен         |  |
| 2013 | ф | Любовь — не картошка               | Сергей                              |  |
| 2013 | с | Ночные ласточки                    | Николай Шевченко, муж Галины        |  |
| 2013 | с | Оттепель                           | Руслан, актёр                       |  |
| 2014 | ф | Контуженый                         | Артём Савушкин                      |  |
| 2014 | ф | Кухня в Париже                     | Константин Анисимов, бармен         |  |
| 2014 | ф | Карнавал по-нашему                 | Анатолий, племянник участкового     |  |
| 2014 | ф | Обнимая небо                       | Роман Амельченко, летчик-испытатель |  |
| 2014 | ф | Офицерские жёны                    | Алексей Терехов                     |  |
| 2015 | с | Молодая гвардия                    | Анатолий Ковалёв                    |  |
| 2016 | с | Отель Элеон                        | Константин Анисимов, бармен         |  |
| 2016 | ф | Держи удар, детка!                 | Владимир (Вова), помощник тренера   |  |
| 2017 | ф | Последний богатырь                 | Иван Ильич Найдёнов                 |  |
| 2018 | ф | Пурга                              | Женя Никифоров                      |  |
| 2018 | с | Гранд                              | Константин Анисимов, бармен         |  |
| 2018 | ф | На Париж                           | вестовой                            |  |
| 2019 | ф | Мёртвое озеро                      | Михаил Шевчуков                     |  |
| 2019 | ф | Трезвый водитель                   | Артём                               |  |
| 2019 | с | Кухня. Война за отель              | Константин Анисимов, бармен         |  |
| 2019 | ф | Есть город золотой                 | Никита                              |  |
| 2020 | с | Родком                             | Сергей Шмелёв                       |  |
| 2020 | ф | Последний богатырь: Корень зла     | Иван Ильич Найдёнов                 |  |
| 2021 | ф | Последний богатырь: Посланник тьмы | Иван Ильич Найдёнов                 |  |
| 2021 | ф | Конец фильма                       | Макс                                |  |
| 2021 | ф | Непослушник                        | Дима                                |  |
| 2022 | ф | Жена Чайковского                   | Пётр Юргенсон                       |  |
| 2022 | ф | Мистер Нокаут                      | боксёр Валерий Попенченко           |  |
| 2022 | ф | Всё нормально                      | Вронский                            |  |
| 2022 | ф | Непослушник 2                      | Дима                                |  |
| 2023 | ф | Поехавшая                          | Валера                              |  |
| 2024 | ф | Непослушники                       | Дима                                |  |
| 2024 | с | Последний богатырь. Наследие       | Иван Ильич Найдёнов                 |  |
| 2024 | ф | Ёлки 11                            | Рома                                |  |
| 2025 | ф | Всё, что тебя касается             | Павел Соколов                       |  |
| 2025 | ф | Ждун                               | Михаил Семёнов                      |  |

### Дублирование
- 2017 — Тачки 3 — Джексон Шторм
- 2021 — Коати. Легенда джунглей — Начи